# Bata (dieu égyptien)
Pour les articles homonymes, voir Bata.
Bata est un dieu de l'Égypte antique sur lequel existent très peu d'informations. La traduction et la publication du Conte des deux frères, consigné sur le Papyrus d'Orbiney et acheté en 1857 par le British Museum, a permis de mettre en lumière son existence jusqu'alors totalement ignoré. En 1905, des travaux d'Alan Henderson Gardiner ont établi que le dieu Bata recevait un culte dans la ville de Saka du XVIIe nome de Haute-Égypte (Nome du Chacal). En 1945, l'achat par le Musée du Louvre du Papyrus Jumilhac a permis d'élargir la connaissance de ce dieu car une anecdote mythologique rapportée par cette monographie religieuse révèle que ce dieu est assimilé à Seth. 